# Manual de diagnostic și statistică al tulburărilor mintale
Manualul de diagnostic și statistică al tulburărilor mintale (DSM) (cea mai recentă ediție, DSM-5, publicată în 2013) este o publicație pentru clasificarea tulburărilor mintale folosind un limbaj comun și criterii standard. Este folosit de clinicieni, cercetători, agenții de reglementare a medicamentelor psihiatrice, companii de asigurări de sănătate, companii farmaceutice, sistemul juridic și factorii de decizie. Este publicat de Asociația Americană de Psihiatrie (APA). 
DSM a evoluat din sisteme de colectare a recensământului și statisticile spitalului psihiatric și dintr-un manual al Armatei Statelor Unite. Reviziile de la prima sa publicare în 1952 au adăugat treptat la numărul total de tulburări mintale și le-au eliminat pe cele care nu mai erau considerate a fi tulburări mintale. 
Două publicații alternative de clasificare sunt de asemenea utilizate pe scară largă. Clasificarea ICD-10 a tulburărilor mintale și de comportament este produsă de OMS .  Clasificarea internațională a bolilor (ICD) este celălalt manual comun pentru tulburările mintale. Are un domeniu de aplicare mai larg decât DSM, acoperind sănătatea generală. În timp ce DSM este cel mai popular sistem de diagnostic pentru tulburările mintale din SUA, ICD este utilizat mai larg în Europa și în alte părți ale lumii, oferindu-i o acoperire mult mai mare decât DSM. DSM-IV-TR (ediția a 4-a) conține coduri specifice care permit comparații între DSM și manualele ICD, care pot să nu se potrivească sistematic, deoarece revizuirile nu sunt coordonate simultan.  Deși edițiile recente ale DSM și ICD au devenit mai similare din cauza acordurilor de colaborare, fiecare conține informații absente de la celălalt. 
DSM a primit elogii pentru standardizarea diagnosticului psihiatric bazat pe dovezi empirice, spre deosebire de nosologia legată de teorie folosită în DSM-III; dar a generat și controverse și critici. Criticile includ întrebări permanente privind fiabilitatea și validitatea multor diagnostice; utilizarea unor linii de împărțire arbitrare între boala mintală și „normalitate”; posibila prejudecată culturală; și medicalizarea stresului uman.     

## Utilizări și definiție
Profesioniștii din domeniul sănătății mintale folosesc manualul pentru a determina și ajuta la comunicarea diagnosticului unui pacient după o evaluare. Spitale, clinici și companii de asigurări din Statele Unite pot solicita un diagnostic DSM pentru toți pacienții tratați. DSM poate fi utilizat clinic sau pentru a clasifica pacienții folosind criterii de diagnostic în scopuri de cercetare. dar sunt corelate cu corpul farmaceutic în scopuri de profit. Unele studii efectuate pe tulburări specifice recrutează adesea pacienți ale căror simptome corespund criteriilor enumerate în DSM pentru acea boală. Un sondaj internațional asupra psihiatrilor din șaizeci și șase de țări a comparat utilizarea ICD-10 și DSM-IV. S-a constatat că primul era mai des utilizat pentru diagnosticul clinic, în timp ce cel de-al doilea era mai apreciat pentru cercetare. 
DSM-5 și abrevierile pentru toate edițiile anterioare sunt mărci înregistrate deținute de APA.  

## Istorie

### Pre-DSM-1 (1840 - 1949)

#### Date și raport de recensământ (1840 - 1888)
Impulsul inițial pentru dezvoltarea unei clasificări a tulburărilor mintale în Statele Unite a fost nevoia de a colecta informații statistice. Prima încercare oficială a fost recensământul din 1840, care a folosit o singură categorie: „ idioție/nebunie”. Trei ani mai târziu, Asociația Americană de Statistică a făcut un protest oficial la Camera Reprezentanților din SUA, afirmând că „cele mai strălucitoare și remarcabile erori se regăsesc în declarațiile privind nosologia, prevalența nebuniei, orbirea, surditatea și obrăznicia, printre oameni a acestei națiuni", subliniind că în multe orașe, afro-americanii erau marcați ca nebuni, și numind statisticile în esență inutile. 
Asociația Superintendenților Medicali ai Instituțiilor Americane pentru Bolnavi s-a constituit în 1844; de atunci și-a schimbat numele de două ori înainte de noul mileniu: în 1892 la Asociația Medico-Psihologică Americană, iar în 1921 la actuala American Psychiatric Association (APA). 
Edward Jarvis și mai târziu Francis Amasa Walker au ajutat la extinderea recensământului, de la două volume în 1870 la douăzeci și cinci de volume în 1880. Frederick H. Wines a fost numit pentru a scrie un volum de 582 de pagini, denumit Raport despre clasele defectuoase, dependente și delincvente ale populației Statelor Unite, așa cum s-a întors la al zecelea recensământ (1 iunie 1880) (publicat în 1888). Wines a folosit șapte categorii de boli mintale: demență, dipsomanie (pofta incontrolabilă de alcool), epilepsie, manie, melancolie, monomanie și pareză . Aceste categorii au fost adoptate și de Asociație. 

#### Manualul Asociației Psihiatrice Americane (1917)
În 1917, împreună cu Comisia Națională de Igienă Mintală (acum Sănătate Mintală America ), APA a elaborat un nou ghid pentru spitale mintale numit Manual de statistică pentru folosul instituțiilor pentru nebuni . Aceasta includea douăzeci și două de diagnostice și va fi revizuită de mai multe ori de APA de-a lungul anilor.  Alături de Academia de Medicină din New York, APA a furnizat, de asemenea , subsecțiunea nomenclaturii psihiatrice a ghidului medical general din SUA, Nomenclatura clasificată standard a bolii, denumită Standard . 

#### Medical 203 (1943)
Al Doilea Război Mondial a cunoscut implicarea pe scară largă a psihiatrilor americani în selecția, procesarea, evaluarea și tratamentul soldaților. Acest lucru a îndepărtat atenția de instituțiile mintale și de perspectivele clinice tradiționale. Sub conducerea lui James Forrestal  un comitet condus de psihiatrul general de brigadă William C. Menninger, cu asistența Spitalului pentru Servicii Mintale  dezvoltat o nouă schemă de clasificare numită Medical 203, care a fost emis în 1943 ca Buletin tehnic al Departament de Război sub auspiciile Oficiului Chirurgului General .  Cuvântul înainte din DSM-I afirmă că Marina SUA a făcut în sine câteva revizii minore, însă „Armata a stabilit o revizuire mult mai cuprinzătoare, abandonând conturul de bază al Standardului și încercând să exprime conceptele de tulburări mintale din zilele noastre. Această nomenclatură a fost adoptată în cele din urmă de toate forțele armate", iar "modificările asortate ale nomenclaturii Forțelor Armate [au fost] introduse în multe clinici și spitale de către psihiatri care se întorceau de la serviciul militar." Administrația Veteranilor a adoptat, de asemenea, o versiune ușor modificată a Medical 203.     

#### ICD-6 (1949)
În 1949, Organizația Mondială a Sănătății a publicat a șasea revizuire a Clasificării statistice internaționale a bolilor (ICD), care a inclus o secțiune despre tulburările mintale pentru prima dată. Cuvântul înainte al DSM-1 afirmă că „tulburările mintale clasificate în rubrici sunt similare cu cele din nomenclatura Forțelor Armate”. 

### DSM-1 (1952)
Un Comitet APA pentru Nomenclatură și Statistică a fost abilitat să dezvolte o versiune a Medical 203 special pentru utilizare în Statele Unite, pentru a standardiza utilizarea diversă și confuză a diferitelor documente. În 1950, comitetul APA a efectuat o revizuire și consultare. A circulat o adaptare a Medical 203, a sistemului VA și a Nomenclaturii Standardului la aproximativ 10% din membrii APA. 46% au răspuns, din care 93% au aprobat, iar după alte revizuiri (care a fost numită DSM-I), Manualul de diagnostic și statistică al tulburărilor mintale a fost aprobat în 1951 și publicat în 1952. Structura și cadrul conceptual au fost aceleași ca în Medical 203 și multe pasaje ale textului au fost identice.  Manualul avea 130 de pagini și enumera 106 tulburări mentale.  Acestea includeau mai multe categorii de „perturbări ale personalității”, în general, deosebite de „nevroză” (nervozitate, egodistonică ). 
În 1952, APA a enumerat homosexualitatea din DSM ca o perturbare a personalității sociopatice . Homosexualitatea: Un studiu psihanalitic al homosexualilor de sex masculin, un studiu la scară largă din 1962 privind homosexualitatea realizat de Irving Bieber și alți autori, a fost utilizat pentru a justifica includerea tulburării ca o presupusă frică patologică ascunsă de sexul opus cauzată de relațiile traumatică părinte-copil. Acest punct de vedere a fost foarte influent în profesia de medic.  În 1956, cu toate acestea, psihologul Evelyn Hooker a efectuat un studiu care a comparat fericirea și natura bine adaptă a bărbaților care se consideră homosexuali cu bărbații heterosexuali și nu a găsit nici o diferență.  Studiul ei a uimit comunitatea medicală și a făcut-o eroină pentru mulți bărbați gay și lesbiene,  dar homosexualitatea a rămas în DSM până în mai 1974. 

### DSM-II (1968)
În anii ’60, au existat multe provocări pentru conceptul de boală mentală în sine. Aceste provocări au venit de la psihiatri precum Thomas Szasz, care susțineau că boala mintală era un mit folosit pentru a deghiza conflictele morale; de la sociologi precum Erving Goffman, care a spus că boala mintală a fost un alt exemplu de modul în care societatea etichetează și controlează non-conformiștii; de la psihologii comportamentali care au contestat dependența fundamentală a psihiatriei asupra fenomenelor neobservabile; și din partea activiștilor pentru drepturile homosexualilor care au criticat listarea APA a homosexualității ca o tulburare mintală. Un studiu publicat în Science de Rosenhan a primit multă publicitate și a fost privit ca un atac la eficacitatea diagnosticului psihiatric. 
Deși APA a fost strâns implicat în următoarea revizuire semnificativă a secțiunii de tulburări mintale a ICD (versiunea 8 în 1968), a decis să continue cu o revizuire a DSM. A fost publicat în 1968, a listat 182 de tulburări și avea 134 de pagini. Era destul de similar cu DSM-I. Termenul „reacție” a fost abandonat, dar termenul „nevroză” a fost păstrat. Atât DSM-I, cât și DSM-II au reflectat psihiatria psihodinamică predominantă,  deși au inclus și perspective și concepte biologice din sistemul de clasificare al lui Kraepelin . Simptomele nu au fost specificate în detaliu pentru tulburări specifice. Mulți au fost văzuți ca reflecții ale unor conflicte subiacente largi sau reacții maladaptative la problemele de viață, înrădăcinate într-o distincție între nevroză și psihoză (aproximativ, anxietate/depresie în mare legătură cu realitatea sau halucinații/deliruri care apar deconectate de realitate). Cunoștințele sociologice și biologice au fost încorporate într-un model care nu sublinia o limită clară între normalitate și anormalitate.  S-a abandonat ideea că tulburările de personalitate nu presupuneau stres emoțional. 
O lucrare influentă din 1974 de Robert Spitzer și Joseph L. Fleiss a demonstrat a doua ediție a DSM (DSM-II) a fost un instrument de încredere de diagnostic.  Ei au găsit diferiți practicieni care foloseau DSM-II rareori au fost de acord atunci când au diagnosticat pacienți cu probleme similare. În revizuirea studiilor anterioare din optsprezece categorii majore de diagnostic, Fleiss și Spitzer au concluzionat „nu există categorii de diagnostic pentru care fiabilitatea este uniform ridicată. Fiabilitatea pare a fi satisfăcătoare doar pentru trei categorii: deficiență mintală, sindromul creierului organic (dar nu și subtipurile sale) și alcoolismul. Nivelul de fiabilitate nu este mai bun decât echitabil pentru psihoză și schizofrenie și este slab pentru celelalte categorii ". 

### A șasea tipărire a DSM-II (1974)
După cum este descris de Ronald Bayer, un psihiatru și activist pentru drepturile homosexualilor, proteste specifice ale activiștilor pentru drepturile homosexualilor împotriva APA au început în 1970, când organizația și-a ținut convenția la San Francisco. Activiștii au perturbat conferința întrerupând vorbitorii și strigând și ridiculizând psihiatrii care considerau homosexualitatea ca o tulburare psihica. În 1971, activistul pentru drepturile homosexuale Frank Kameny a colaborat cu colectivul Gay Liberation Front pentru a demonstra împotriva convenției APA. La conferința din 1971, Kameny a apucat microfonul și a strigat: „Psihiatria este dușmanul întrupat. Psihiatria a dus un război neobosit de exterminare împotriva noastră. Puteți lua acest lucru ca o declarație de război împotriva voastră." 
Acest activism a avut loc în contextul unei mișcări mai largi anti-psihiatrie, care a ieșit în prim-plan în anii '60 și a contestat legitimitatea diagnosticului psihiatric. Activiștii anti-psihiatrie au protestat la aceleași convenții APA, cu unele sloganuri și fundamente intelectuale comune.  
Prezentată cu date de la cercetători precum Alfred Kinsey și Evelyn Hooker, cea de-a șasea tipărire a DSM-II, în 1974, nu mai enumera homosexualitatea drept o categorie de tulburare. După un vot de către administratorii APA în 1973 și confirmat de numărul mai larg al APA în 1974, diagnosticul a fost înlocuit cu categoria de „tulburări de orientare sexuală”. 

### DSM-III (1980)
În 1974, a fost luată decizia de a crea o nouă revizuire a DSM, iar Robert Spitzer a fost ales ca președinte al grupului de lucru. Impulsul inițial a fost acela de a face ca nomenclatura DSM să fie în concordanță cu Clasificarea statistică internațională a bolilor și problemelor de sănătate conexe (ICD), publicată de Organizația Mondială a Sănătății. Revizuirea a preluat un mandat mult mai larg sub influența și controlul lui Spitzer și ale membrilor comisiei alese.  Unul dintre obiective a fost îmbunătățirea uniformității și valabilității diagnosticului psihiatric, ca urmare a mai multor critici, inclusiv celebrul experiment Rosenhan. De asemenea, a fost necesară standardizarea practicilor de diagnostic în SUA și cu alte țări, după ce cercetările au arătat că diagnosticul psihiatric diferă între Europa și Statele Unite.  Stabilirea acestor criterii a fost o încercare de a facilita procesul de reglementare farmaceutică.
Criteriile adoptate pentru multe dintre tulburările mintale au fost luate din Criteriile de diagnostic de cercetare (RDC) și Feighner Criterii, care tocmai au fost elaborate de un grup de psihiatri orientați spre cercetare, cu sediul principal la Universitatea Washington din St. Louis și statul New York Institutul de Psihiatrie . Alte criterii și potențiale noi categorii de tulburări au fost stabilite prin consens în cadrul ședințelor comisiei, prezidat de Spitzer. Un obiectiv esențial a fost bazarea categorizării pe limbajul descriptiv al limbii engleze colocviale (care ar fi mai ușor de utilizat de către birourile administrative federale), mai degrabă decât pe presupuneri de cauză, deși abordarea sa categorică a presupus fiecare tipar particular de simptome dintr-o categorie care reflecta o patologie de bază (o abordare descrisă drept „ neo-Kraepelinian”). Opinia psihodinamică sau fiziologică a fost abandonată, în favoarea unui model normativ sau legislativ. Un nou sistem „multiaxial” a încercat să dea o imagine mai adecvată unui recensământ statistic al populației, decât un simplu diagnostic. Spitzer a susținut că „tulburările mintale sunt un subset de tulburări medicale”, dar grupul de lucru a decis asupra declarației DSM: „Fiecare dintre tulburările mintale este conceptualizată ca un sindrom psihologic comportamental sau psihologic semnificativ”.  Tulburările de personalitate au fost plasate pe axa II împreună cu retardul mental. 
Primul proiect al DSM-III a fost pregătit într-un an. A introdus multe noi categorii de tulburări, în timp ce ștergea sau schimba altele. O serie de documente nepublicate care discută și justifică modificările au apărut recent.  Studiile de teren sponsorizate de Institutul Național al Sănătății Mintale a SUA (NIMH) au fost efectuate între 1977 și 1979 pentru a testa fiabilitatea noilor diagnostice. A apărut o controversă cu privire la ștergerea conceptului de nevroză, un curent principal al teoriei și terapiei psihanalitice, dar văzută ca vagă și neștiințată de grupul de lucru DSM. În fața unei opoziții politice enorme, DSM-III era în pericol grav de a nu fi aprobat de către Consiliul de Administrație al APA, cu excepția cazului în care „nevroza” a fost inclusă într-o anumită calitate; un compromis politic a reintrodus termenul în paranteze după cuvântul „tulburare” în unele cazuri. În plus, diagnosticul homosexualității ego-distonice a înlocuit categoria DSM-II de „tulburări de orientare sexuală”.
Publicat în sfârșit în 1980, DSM-III avea 494 de pagini și a listat 265 de categorii de diagnostic. A intrat rapid într-o largă utilizare internațională și a fost denumită revoluție sau transformare în psihiatrie. 
Când a fost publicat DSM-III, dezvoltatorii au făcut afirmații ample cu privire la fiabilitatea sistemului de diagnosticare radical nou pe care l-au conceput, care s-a bazat pe date provenite din studiile speciale pe teren. Cu toate acestea, potrivit unui articol din 1994 de Stuart A. Kirk:
”La douăzeci de ani după ce problema de fiabilitate a devenit punctul central al DSM-III, nu există încă un singur studiu multi-site care să arate că DSM (orice versiune) este de rutină utilizat cu încredere ridicată de către clinicienii de sănătate mintală obișnuiți. De asemenea, nu există dovezi credibile că vreo versiune a manualului și-a mărit mult fiabilitatea dincolo de versiunea anterioară. Există probleme metodologice importante care limitează generalizabilitatea celor mai multe studii de fiabilitate. Fiecare studiu de fiabilitate este limitat de pregătirea și supravegherea intervievatorilor, motivația și angajamentul lor pentru exactitatea diagnosticului, abilitatea lor anterioară, omogenitatea setării clinice în ceea ce privește amestecul și ratele de bază ale pacientului și rigoarea metodologică obținută de investigator. . .”

### DSM-III-R (1987)
În 1987, DSM-III-R a fost publicat ca o revizuire a DSM-III, sub conducerea lui Spitzer. Categoriile au fost redenumite și reorganizate și au fost făcute modificări semnificative ale criteriilor. Șase categorii au fost înlăturate, în timp ce altele au fost adăugate. Au fost luate în considerare și înlăturate diagnosticele controversate, cum ar fi tulburarea disforică pre-menstruală și tulburarea de personalitate masochistă. „Homosexualitatea ego-distonică” a fost de asemenea înlăturată și a fost în mare parte subsumată sub „tulburări sexuale care nu sunt specificate altfel”, care pot include „stresul persistent și marcat cu privire la orientarea sexuală”. În total, DSM-III-R conținea 292 de diagnostice și avea 567 de pagini. S-au depus eforturi suplimentare pentru ca diagnosticele să fie pur descriptive, deși textul introductiv a declarat cel puțin unele tulburări, „în special Tulburările de personalitate, criteriile necesită mult mai multă inferență din partea observatorului” (p. Xxiii).

### DSM-IV (1994)
În 1994, DSM-IV a fost publicat, listând 410 tulburări în 886 de pagini. Grupul de lucru a fost prezidat de Allen Frances. A fost introdus un comitet director format din douăzeci și șapte de persoane, inclusiv patru psihologi. Comitetul director a creat treisprezece grupuri de lucru de cinci până la șaisprezece membri. Fiecare grup de lucru a avut aproximativ douăzeci de consilieri. Grupurile de lucru au efectuat un proces în trei etape: în primul rând, fiecare grup a efectuat o revizuire extinsă a literaturii diagnosticului lor; apoi, au solicitat date de la cercetători, efectuând analize pentru a stabili care sunt criteriile necesare schimbării, cu instrucțiuni de a fi conservatoare; în cele din urmă, au efectuat studii pe teren care legau diagnosticele la practica clinică. O modificare majoră față de versiunile anterioare a fost includerea unui criteriu de semnificație clinică la aproape jumătate din toate categorii, în care simptomele cauzau „afectare semnificativă din punct de vedere clinic în domeniile sociale, profesionale sau în alte domenii importante de funcționare”. Unele diagnostice de tulburare de personalitate au fost șterse sau mutate în apendice.

### DSM-5-TR (2022)
În martie 2022 apărut DSM-5-TR.